# Пам'ятки археології Коломацького району
У Коломацькому районі Харківської області на обліку перебуває 10 пам'яток археології.
| № з/п | Охоронний №    | Місцезнаходження об'єкту | Назва об'єкту                                                                           | Дослідник, рік обстеження                                                                | Розміри        | Кат         | Рішення Харківського ОВК, накази УКіТ                | Охоронна зона: розміри, Рішення Харківського ОВК, накази УКіТ |
| ----- | -------------- | --- | --------------------------------------------------------------------------------------- | ---------------------------------------------------------------------------------------- | -------------- | ----------- | ---------------------------------------------------- | ------------------------------------------------------------- |
| 1.    | 524            | с. Гришкове Різуненківської с/р, 0,5 км від села | Городище скіфське.V-III ст. до н.е.                                                     | Рудинський М.Я., археол. 1924р. Ляпушкин І.М., д.і.н. 1945р. Шрамко Б.А., д.і.н., 1975р. | Площа 10,0 га  | Місцева     | № 61 від 25.01.72р.                                  | 50 м.№197 від 16.04.84р.                                      |
| 2.    | 2230(200026-Н) | смт. Коломак Коломацької с/р | Городище скіфське “Грашківське”.VI-ІІІ ст. до н.е.Та могильник (на даний час невідомий) | Шрамко Б.А., д.і.н. 1976р. Радзиєвська В.Є., археол. 1977р.                              | Площа 2 га     | Національна | № 183 від 20.04.87р.Постанова КМУ № 928 від 03.09.09 | 50 м.№184 від 20.04.87р.                                      |
| 3.    | 523(200025-Н)  | смт. Коломак, північно-західна частина селища | Городище скіфське.VI-III ст. до н.е.Та могильник (на даний час невідомий)               | Шрамко Б.А., д.і.н. 1976р. Радзиєвська В.Є., археол. 1977р.                              | Площа 10 га    | -<<-        | № 61 від 25.01.72р.Постанова КМУ № 928 від 03.09.09  | 50м.№33 від 23.01.84р.                                        |
| 4.    | 2232           | с. Латишівка Шляхівської с/р | Кургани. 5.III тис. до н.е. – I тис. н.е.                                               | Шрамко Б.А., д.і.н., Міхєєв В.К., д.і.н., Грубник-Буйнова Л.П. археол. 1977р.            | Вис. 1,5-1,7 м | Місцева     | № 183 від 20.04.87р.                                 | 50 м.№184 від 20.04.87р.                                      |
| 5.    | 2334           | с. Підлісне Шелестівської с/р | Кургани. 2.III тис. до н.е. – I тис. н.е.                                               | -<<-                                                                                     | Вис. 1,5-2,6 м | -<<-        | № 161 від 18.04.88р.                                 |                                                               |
| 6.    | 2332           | с. Пащенківка Шелестівської с/р | Кургани. 9.III тис. до н.е. – I тис. н.е.                                               | -<<-                                                                                     | Вис. 1,0-2,0 м | -<<-        | -<<-                                                 |                                                               |
| 7.    |                | с. Нагальне Шелестівської сільської ради Коломацького району. Поселення розташоване у центральній частині села. Північна та південна частина поселення знаходиться під приватними будівлями с. Нагальне. Зі сходу розташовано рівчак зі ставком. Крізь поселення проходить асфальтова дорога. | Поселення «Нагальне» ІІ тис. до н.е. - поч. І тис. до н.е.                              | Задніков С.А., 2008р.                                                                    | 200×100 м      | Об’єкт      | Наказ УКіТ №113/1 від 24.03.10р.                     |                                                               |
| 8.    |                | с. Гришкове Різуненківської сільської ради Коломацького району. Поселення розташоване на пологому схилі першої надзаплавної тераси правого берега р. Коломак, на південно-східній околиці 2006с. Гришкове. З одного боку поселення обмежене балкою.                                           | Поселення скіфського часу «Гришкове-1»                                                  | Пеляшенко К.Ю.Окатенко В.М.V-ІІІ ст. до н.е.                                             | 400× 150 м     | Об’єкт      | Наказ УКіТ №249 від 22.07.08р.                       |                                                               |
| 9.    |                | с. Гришкове Різуненківської сільської ради Коломацького району. Поселення розташоване на утвореному двома притоками пологоиу мисі (права притока р. Коломак), на березі ставка, за 1 км на північний захід від с. Гришкове                                                                    | Поселення скіфського часу «Гришкове-2»                                                  | Пеляшенко К.Ю.Окатенко В.М.V-ІІІ ст. до н.е.                                             | 100× 200 м     | Об’єкт      | Наказ УКіТ №249 від 22.07.08р.                       |                                                               |
| 10.   |                | с. Панасівка, Покровська сільська рада, Коломацький район. Поселення розташоване на схилі першої надзаплавної тераси лівого берега р. Грузська (ліва притока р. Мерла). | Поселення скіфського часу «Панасівка»                                                   | Пеляшенко К.Ю.V-ІІІ ст. до н.е.                                                          | 150× 150 м     | Об’єкт      | Наказ УКіТ №249 від 22.07.08р.                       |                                                               |
|       |                | |                                                                                         |                                                                                          |                |             |                                                      |                                                               |

## Джерело
Лист Харківської Облдержадміністрації на запит ВМ УА від 28 березня 2012. Файли доступні на сайті конкурсу WLM.